# Беглецы (телесериал)
«Беглецы» (англ. Runaways) — американский супергеройский подростковый телесериал по мотивам комикса Marvel «Беглецы».
Сюжет рассказывает о шести подростках, обнаруживших, что их родители состоят в тайном обществе суперзлодеев под названием «Прайд».
Премьера сериала состоялась 21 ноября 2017 года. Сериал транслируется на платформе Hulu. В январе 2018 года был продлён на 2 сезон. 25 марта 2019 года сериал был продлён на третий сезон из десяти эпизодов, премьера которого состоялась 13 декабря 2019 года. В ноябре 2019 года было объявлено о закрытии сериала после 3 сезона.

## Сюжет
Необычная история о новых персонажах в мире сверхъестественного, пополнивших ряды супергероев. По сюжету оригинальной саги, придуманной авторами одноимённого комикса Marvel, группа подростков, состоящая из шести человек, совершенно случайно узнает о том, что их родители являются суперзлодеями общества Прайд. Вместе они решают бежать прочь от своих злодейских родителей.

## В ролях

### Беглецы
- Рэнзи Фелиз — Алекс Уайлдер. Чрезвычайно развитый «вундеркинд и гик», мечтает воссоединиться с друзьями детства. Его родители — боссы мафиозной группировки и тоже далеко не самые последние члены «Прайда». Первоначально являлся лидером команды «Беглецов»[5], затем уступил это место Нико. Влюблён в Нико Минору и даже имел с ней краткие отношения, пока девушка не узнала о том, что Алекс лгал ей о смерти её сестры, после чего Нико рассталась с ним.
- Лирика Окано — Нико Минору. Девочка-гот, дочь волшебников, которые предали человечество ради бессмертия. Она контролирует мистический посох своей матери. Нико — жёсткая, умная и независимая девушка, справляющаяся с подростковыми проблемами[5]. В отличие от комиксов, Нико не вызывает «Посох Одного» через раны. Окано сказала, что это было «по уважительной причине», так как было бы «много молодых подростков смотрят шоу, и мы не хотим рекламировать что-то вроде самоповреждения, потому что это серьёзно». Она добавила, что элемент рисования крови всё равно будет задействован[6]. Ближе к концу первого сезона становится неофициальным лидером «Беглецов». Как и в комиксах, является бисексуалкой. На данный момент встречается с Каролиной Дин.
- Вирджиния Гарднер — Каролина Дин. Девушка модельной внешности, инопланетянка, дочь злобных захватчиков космоса входящих в «Прайд». Она обладает Маджесданскими силами, расы пришельцев Маджесданцев, которые манипулируют энергией[5]. Может светиться радужным цветом[7]. Также благодаря внеземным генам способна аккумулировать солнечную энергию, чтобы затем использовать её для полётов и энергетических выбросов. В отличие от первоисточника, в сериале является инопланетянкой лишь наполовину (со стороны отца Джоны). Является лесбиянкой, что соответствует канону оригинального комикса. Влюблена в Нико Минору, которая ответила ей взаимностью в конце первого сезона.
- Ариела Барер — Гертруда «Герт» Йоркс. Её родители — одарённые учёные в области биоинженерии. Она девочка умная, но очень циничная и саркастичная, однако, несмотря на это, отзывчива и дружелюбна. Имеет удивительную способность — связывается телепатически с живыми существами. Особенно её связь сильна с её ручным динозавром по имени Олд Лейс[5]. Влюблена в Чейза Стэйна.
- Грегг Салкин — Чейз Стэйн. Игрок в лакросс в средней школе, который часто увольнялся как глупый шутник, но проявляет интерес в технике[5]. Салкин и писатели хотели, чтобы персонаж был «более слоистым», чем в комиксах, и Салкин считал, что Чейз был самым изменённым из Беглецов из исходного материала[8]. Персонаж изображён тем, кто хочет иметь такой же гениальный потенциал как у своего отца[9], и строит гаджеты, похожие на вооружённые рукавицы, называемые «фистигонами»[10]. Какое-то время был увлечён Каролиной Дин, позже осознаёт, что влюблён в Гертруду Йоркс.
- Аллегра Акоста — Молли Эрнандес. Самая молодая участница Беглецов[5]. Обладает сверхчеловеческой физической силой (к примеру, способна поднять грузовик), хотя её кратковременное использование сильно её истощает. После смерти родителей росла в семье Йорксов, является приёмной сестрой Герт.

### Прайд
- Райан Сэндс — Джеффри Уайлдер. Отец Алекса, бывший босс мафии и далеко не самый последний член «Прайда»[5].
- Энджел Паркер — Кэтрин Уайлдер. Мать Алекса, является успешным адвокатом[5].
- Джеймс Яегаши — Роберт Минору. Отец Нико. Изменял Тине с Джанет[5].
- Бриттани Исибаси — Тина Минору. Мать Нико, блестящий новатор, безжалостный генеральный директор и перфекционист «тигровая мама»[2]. Персонаж ранее появился в фильме «Доктор Стрэндж», в роли мастера мистических искусств, изображаемая Линдой Луизой Дуан[11][12][13]. Создатели чувствовали себя свободно, чтобы переделать роль и создать другую версию Тины Минору, поскольку Дуан не была названа персонажем в фильме[14].
- Кевин Уайзман — Дейл Йоркс. Отец Гертруды, биоинженер[2].
- Бриджид Брэнно — Стэйси Йоркс. Мать Гертруды, биоинженер[2].
- Кип Парду — Фрэнк Дин. Отец Каролины (как выясняется в ходе сюжета — отчим), бывшая звезда-подросток, который борется за свою профессиональную актёрскую карьеру, является одним из лидеров церкви Гибборима[2][15].
- Энни Вершинг — Лесли Дин. Мать Каролины Дин и одна из лидеров культовой религиозной группы — церкви Гибборима[2][15].
- Джеймс Марстерс — Виктор Стэйн. Отец Чейза и инженерный гений[2]. Марстерс был вдохновлён изображением Винсента Д’Онофрио в роли Уилсона Фиска в «Сорвиголове», заявив, что это «прямо противоположно тому, что я ожидал», а также искал общий язык с Виктором, говоря: "Я не оскорбительный родитель, но я не идеальный родитель, я не думаю, что кто-то есть. Он добавил, что Виктор просто хочет, чтобы Чейз оправдал свой потенциал[9].
- Эвер Кэррадайн — Джанет Стэйн, мать Чейза, имеет блестящий ум, идеальная мама PTA[2].
- Владимир Каамано — Джен Эрнандес, отец Молли, геолог. Погиб вместе с женой при взрыве, устроенном Лесли Дин, до основных событий сериала.
- Кармен Серано — Элис Эрнандес, мать Молли, геолог. Погибла вместе с мужем при взрыве, устроенном Лесли Дин, до основных событий сериала.

### Гость
- Джулиан Макмэхон — Джона. Персонаж, который стал центральной фигурой в противостоянии Беглецов с Прайдом[16]. Биологический отец Каролины. Маджесданец. По причине «хрупкости сосудов» (человеческих тел) вынужден регулярно поглощать жизненную энергию других людей (при помощи устройства созданного с помощью Виктора Стэйна), чтобы восстанавливать собственное тело.

## Сезоны
| Сезон | Сезон | Эпизоды | Период показа на ТВ | Период показа на ТВ |
| Сезон | Сезон | Эпизоды | Премьера сезона     | Финал сезона        |
| ----- | ----- | ------- | ------------------- | ------------------- |
|       | 1     | 10      | 21 ноября 2017      | 9 января 2018       |
|       | 2     | 13      | 21 декабря 2018     | 21 декабря 2018     |
|       | 3     | 10      | 13 декабря 2019     | 13 декабря 2019     |

## Список эпизодов

### Сезон 1 (2017—2018)
=

| № общий | № в сезоне | Название                      | Режиссёр           | Автор сценария                  | Дата премьеры   |
| --- | ---------- | ----------------------------- | ------------------ | ------------------------------- | --------------- |
| 1 | 1          | «Воссоединение» «Reunion»     | Бретт Могрен       | Джош Шварц и Стэфани Сэвадж     | 21 ноября 2017  |
| Девушку по имени Дестини «спасает» церковь Гибборима от двух грабителей, которые на самом деле пытались её спасти. Действие переносится на шесть месяцев позже: Алекс Уайлдер подавлен, не разговаривает со своими друзьями Нико, Чейзом, Гертой, Каролиной и Молли с момента смерти сестры Нико, Эми. Он собирается собрать всех вместе, как раньше, во время встречи Прайда. Однако раньше — они были друзьями из-за общения их родителей, входящих в Прайд, и теперь почти не общаются друг с другом. Все они отклоняют приглашение: Каролина и Чейз отправляются на вечеринку, пока Герта ждёт Чейза в кафе, а Молли и Нико пытаются справиться со своими проблемами поодиночке. Устраивая небольшой подростковый бунт, Каролина снимает свой церковный браслет на вечеринке, видит, что её руки светятся, и теряет сознание, Чейз спасает её от изнасилования. Не дождавшись Чейза, Герта и забирает Молли, которая обнаруживает, что у неё суперсила и что у Йорксов есть существо в подвале. Нико приходит позже, когда ей не удаётся связаться с её сестрой из загробной жизни. Сбор старых друзей выходит неловким, но вскоре они находят секретный проход в доме. Пройдя в него, они обнаруживают своих родителей, которые приносят в жертву Дестини в ритуале. Вспышка телефона Молли выдаёт детей, но они убегают, прежде чем их родители видят их. |            |                               |                    |                                 |                 |
| 2 | 2          | «Перемотка» «Rewind»          | Роксанн Доусон     | Джош Шварц и Стэфани Сэвадж     | 21 ноября 2017  |
| Этот эпизод в основном показывает события предыдущего эпизода с точки зрения родителей. Джеффри, который когда-то был боссом мобы, угрожает старому помощнику, пытающемуся помешать строительству школы Прайда; Виктор проверяет «ящик», который он создал для ритуала; Лесли убеждает Дестини не покидать церковь Гибборима, пока не достигнет стадии «Ультра», несмотря на то, что у неё есть дочь, а Фрэнк, не являющийся членом Прайд, теряет своего талантливого агента благодаря своей роли сооснователя Церкви; Тина планирует использовать «Посох Одного», также важный для ритуала, чтобы запечатать комнату Эм. Хотя Джеффри колеблется относительно убийства подростка, Прайд выполняет ритуал. Дети, едва не попавшись на подсматривании за ритуалом, формулируют план, чтобы не выглядеть подозрительно. Снимок, который сделала Молли, слишком размытый, так что ничего нельзя разобрать, а Чейз загадочно сообщает Алексу, что Липфрог, самозаводящийся автомобиль, изобретаемый Виктором, имеет «очень большое» багажное пространство. Джеффри находит шпильку Молли в своём кабинете. Тем временем Фрэнк пытается войти в секретную комнату Лесли, где она скрывает старого мужчину, лицо которого полностью покрыто маской, но попадает в руки её сотрудника. |            |                               |                    |                                 |                 |
| 3 | 3          | «Судьба» «Destiny»            | Нина Лопес-Коррадо | Калинда Васкез                  | 21 ноября 2017  |
| Дети решают расследовать, что ещё могут скрывать их родители. Каролина узнаёт, что Дестени якобы находится в Лондоне по делам церкви, а затем узнаёт, что она единственная, у кого светится кожа, если снимает браслет. Нико случайно вызывает «Посох Одного», но когда она не может остановить то, что она делает, она просит Алекса о помощи. В доме Йорксов Чейз и Герта находят Олд Лейса — эксперимент её родителей, который телепатически связан с ней; однако он ускользает. Между тем, Виктора преследует призрак «Судьбы», которая просит его освободить её. Личная жизнь Миноры ухудшается после смерти Эми и, когда она пытается её наладить, обнаруживается, что у Роберта и Джанет роман. Кэтрин, изучая шпильку Молли, решает расспросить её. Опасаясь, что та знает настоящие мотивы Прайда, Кэтрин готовит сыворотку стирания памяти, придуманную Йорксами для неё, но, послушав её рассказ, Кэтрин сочувствует ей и обещает рассказать о её умерших родителях. Йорксы планируют переехать на отдалённое ранчо в Юкатане, когда закончат работать на Прайд. Однако Лесли и Тина узнают, что тело Дестини смыло на берег, что означает, что ритуал завершился неудачей и что им нужна «другая жертва». Во флешбэке показывают, как десять лет назад семьи проводят похороны родителей Молли, которые погибли в таинственном пожаре и как Йорксы приняли Молли. |            |                               |                    |                                 |                 |
| 4 | 4          | «Пятнадцать» «Fifteen»        | Рэмси Никелл       | Тамара Бечер-Уилкинсон          | 28 ноября 2017  |
| Серия начинается с флешбэка, рассказывающего о смерти Эми. Мать Нико отказывается вызывать 911 и полицию, вместо этого она вызывает следователя, которого подкупает. В настоящем подростки созваниваются по конференц-связи и обмениваются тем, что им удалось найти, а затем ссорятся из-за подозрений, которые появляются у них по отношению к собственным родителям. Алекс приходит в кабинет отца и обнаруживает в одном из ящиков стола пистолет. Йорксы обнаруживают исчезновение Олд Лейс и отправляются на её поиски, игнорируя срочную встречу Прайда. Так как капсула Виктора не сработала так, как должна была, он должен привезти новую жертву. Нико собирается заявить в полицию об убийстве своей сестры и Дестени. Чейз вступает в конфронтацию с командой по лакроссу из-за их попытки изнасиловать Каролину на вечеринке. Лесли Дин в это время старается поддержать увядающую жизнь в старике в комнате для медитаций. Выходя оттуда она натыкается на мужа и, чтобы развеять его подозрения, она сообщает ему, что он станет «Ультрой». Каролина и Герта объединяются, чтобы найти доказательства невиновности родителей среди документов в церкви. Там они находят ноутбук Лесли с зашифрованными файлами, Герта записывает их на флешку и относит её Алексу, чтобы он расшифровал их. Каролина открывается Чейзу и снимает браслет. А тот начинает работать в лаборатории вместе с отцом. Тина даёт понять Йорксам, что знает о ранчо в Юкатане. Алекс расшифровывает файлы и вместе с Нико они догадываются, что они означают, но его похищают. |            |                               |                    |                                 |                 |
| 5 | 5          | «Королевство» «Kingdom»       | Джеффри В. Бёрд    | Родни Барнс и Майкл Вукадинович | 5 декабря 2017  |
| 18 лет назад Джеффри вышел из тюрьмы благодаря тому, что его помощник взял всю вину на себя. Теперь похитители Алекса рассказывают, как его отец предал их. Все, кроме Чейза, которого отец решает привлечь к работе над капсулой, объединяются, чтобы найти Алекса. Во время его спасения Прайд получает новую жертву. Ребята пытаются предотвратить проведение ритуала, но секретный подвал оказывается пуст. Ритуал удаётся, а ребята расходятся по домам, где пока у одних возникают конфликты с родителями, у других отношения с ними налаживаются. |            |                               |                    |                                 |                 |
| 6 | 6          | «Метаморфозы» «Metamorphosis» | Патрик Норрис      | Калинда Васкез                  | 12 декабря 2017 |
| В начале серии во флешбэке показано первое жертвоприношение, которое стало неожиданностью и ловушкой для всех членов Прайда, кроме Тины и Лесли. Джона, восстановившись после ритуала, против обыкновения не отправляется в путешествие, а изъявляет желание познакомиться со своей дочерью — Каролиной. Поэтому он, как и все остальные, приходит на вечер, посвящённый строящейся школе. Отношения между всеми участниками истории запутываются всё сильнее: пока Каролина, Чейз, Герта, Нико и Алекс образовывают странный любовный многоугольник, Виктор раскрывает измену Джанет и Роберта перед всеми со сцены на благотворительном вечере. Нико и Алекс проникают в кабинет Тины, чтобы скачать видео из подвала, в котором Прайд приносил жертвы. Молли пытается узнать больше о своих родителях и из-за этого выдаёт себя Кэтрин, давая понять, что видела Прайд в подвале. |            |                               |                    |                                 |                 |
| 7 | 7          | «Преломление» «Refraction»    | Питер Хор          | Куинтон Пиплз                   | 19 декабря 2017 |
| Флэшбэк отсылает нас на 25 лет назад: в тот вечер, когда родители Чейза познакомились, потому что Виктор заговорил с Джанет о путешествиях во времени. В настоящем Виктор получает послание из будущего от своего сына. Украв препарат, которым Джона излечил Виктора, Йорксы обнаруживают, что его действие подобно наркотику и после даже небольшой дозы принявшего его человека накрывает сильный синдром отмены. Роберт уходит из дома, чтобы быть вместе с Джанет, она же считает, что её брак ещё можно спасти. Джона даёт Фрэнку исцеляющие перчатки, пока тот пытается выяснить, кем Джона является на самом деле. Нико настаивает на том, чтобы Алекс рассказал, откуда он узнал пароль от кабинета Тины. Кэтрин настаивает на изоляции Молли. |            |                               |                    |                                 |                 |
| 8 | 8          | «Цунами» «Tsunami»            | Миллисент Шелтон   | Родни Барнс и Майкл Вукадинович | 26 декабря 2017 |
| Тина приезжает в дом Стэйнов, чтобы помочь, после того, как Джанет выстрелила в Виктора, защищая Чейза. Алекс рассказывает Нико, что Эми смогла подобрать пароль Тины, но та раскрыла её. Тина созывает Прайд, отправляя всего одно слово: «Цунами» — так же, как в тот раз, когда умерли родители Молли. Йорксы пытаются спасти жизнь Виктора, прибывает Фрэнк и использует исцеляющие перчатки, Виктор умирает. Молли находит тайное послание, которое оставили для неё родители. Джона приходит на помощь и хочет использовать капсулы для воскрешения Виктора. Возникает спор о том, кто станет жертвой. Тем временем расшифровка данных с камеры в подвале закончена, однако Чейз и Каролина не спешат воспользоваться ими. Ведь теперь появились причины скрыть эти жертвоприношения. |            |                               |                    |                                 |                 |
| 9 | 9          | «Судный день» «Doomsday»      | Джереми Уэбб       | Джихае Парк и Кендалл Роджерс   | 2 января 2018   |
| Родители Молли изучали странные породы, которые должны были послужить основой для возобновляемого источника энергии. Однако они узнали слишком много, так что Лесли устроила взрыв в их лаборатории. А осколок породы дал Молли суперсилу. Тем временем Джона выказывает всё меньше доверия Прайду и смещает ключевые фигуры игры так, чтобы действовать через самого преданного ему человека. Друзья почти распались и оставили расследование дел Прайда, но то, что оставили родители Молли заставляет их вернуться к нему. Всё, что они узнали, ведёт к тому, что главной опасностью является стройка, а точнее то, для чего оно служит прикрытием. Речь теперь идёт даже не об отдельных жертвоприношениях, а о мировой угрозе. В конце серии родители и дети в открытую противостоят друг другу. |            |                               |                    |                                 |                 |
| 10 | 10         | «Враждебный» «Hostile»        | Марк Йобст         | Куинтон Пиплз                   | 9 января 2018   |
| Беглецы сталкиваются с родителями. Но когда Джона неожиданно приходит с новым планом игры, дети понимают, что они над головой. В конце дети обвинены в убийстве Дестени, и они отправляются в бега. |            |                               |                    |                                 |                 |

### Сезон 2 (2018)
=

| № общий | № в сезоне | Название                               | Режиссёр            | Автор сценария              | Дата премьеры   |
| ------- | ---------- | -------------------------------------- | ------------------- | --------------------------- | --------------- |
| 11      | 1          | «Укрытие» «Gimmie Shelter»             | Эллисон Лидди-Браун | Джош Шварц и Стэфани Сэвадж | 21 декабря 2018 |
| 12      | 2          | «На связи» «Radio On»                  | Крис Фишер          | Уоррен Хсю Леонард          | 21 декабря 2018 |
| 13      | 3          | «Двойное зеро» «Double Zeros»          | Ларри Тенг          | Кирк А. Мур                 | 21 декабря 2018 |
| 14      | 4          | «Старая школа» «Old School»            | Патрик Норрис       | Трэйси МакМиллан            | 21 декабря 2018 |
| 15      | 5          | «На дне» «Rock Bottom»                 | Скотт Питерс        | Джейк Фогелнест             | 21 декабря 2018 |
| 16      | 6          | «Закопай другого» «Bury Another»       | Эми Канаан Манн     | Эшли Вигфилд                | 21 декабря 2018 |
| 17      | 7          | «Прощальный обряд» «Last Rites»        | Джеймс Мадиган      | Куинтон Пиплз               | 21 декабря 2018 |
| 18      | 8          | «Прошлая жизнь» «Past Life»            | Анна Мастро         | Кендалл Роджерс             | 21 декабря 2018 |
| 19      | 9          | «Шишка» «Big Shot»                     | Венди Станцлер      | Кирк А. Мур                 | 21 декабря 2018 |
| 20      | 10         | «Враждебный захват» «Hostile Takeover» | Джеффри В. Бёрд     | Эшли Вигфилд                | 21 декабря 2018 |
| 21      | 11         | «Последний вальс» «Last Waltz»         | Рэмси Никелл        | Трэйси МакМиллан            | 21 декабря 2018 |
| 22      | 12         | «Земной ангел» «Earth Angel»           | Стивен Серджик      | Уоррен Хсю Леонард          | 21 декабря 2018 |
| 23      | 13         | «Раскол» «Split Up»                    | Джереми Уэбб        | Куинтон Пиплз               | 21 декабря 2018 |

### Сезон 3 (2019)
=

| № общий                                       | № в сезоне | Название                                             | Режиссёр            | Автор сценария                     | Дата премьеры   |
| --------------------------------------------- | ---------- | ---------------------------------------------------- | ------------------- | ---------------------------------- | --------------- |
| 24                                            | 1          | «Дым и зеркала» «Smoke and Mirrors»                  | Ларри Тенг          | Трэйси МакМиллан                   | 13 декабря 2019 |
| 25                                            | 2          | «Большой побег» «The Great Escape»                   | Филип Джон          | Уоррен Хсю Леонард                 | 13 декабря 2019 |
| 26                                            | 3          | «Повелитель лжи» «Lord of Lies»                      | Эллисон Лидди-Браун | Кирк А. Мур                        | 13 декабря 2019 |
| 27                                            | 4          | «Обряд грома» «Rite of Thunder»                      | Джереми Уэбб        | Расс Кокрейн                       | 13 декабря 2019 |
| 28                                            | 5          | «Вход в страну грёз» «Enter the Dreamland»           | Роб Харди           | Куинтон Пиплз                      | 13 декабря 2019 |
| 29                                            | 6          | «Волшебная встреча» «Merry Meet Again»               | Ванесса Парис       | Эшли Вигфилд                       | 13 декабря 2019 |
| 30                                            | 7          | «Путь левой руки» «Left-Hand Path»                   | Кэти Истридж        | Трэйси МакМиллан и Кендалл Роджерс | 13 декабря 2019 |
| 31                                            | 8          | «Дьявольская камера пыток» «Devil's Torture Chamber» | Джефф Вулнаф        | Уоррен Хсю Леонард и Стю Селоник   | 13 декабря 2019 |
| кроссовер с персонажами сериала Плащ и кинжал |            |                                                      |                     |                                    |                 |
| 32                                            | 9          | «Разомкнутый круг» «The Broken Circle»               | Гита В. Патель      | Расс Кокрейн и Кирк А. Мур         | 13 декабря 2019 |
| 33                                            | 10         | «Избежать виселицы» «Cheat the Gallows»              | Рэмси Никелл        | Куинтон Пиплз                      | 13 декабря 2019 |

## Производство

### Развитие
Брайан К. Воган был нанят, чтобы написать сценарий для студии Marvel в мае 2008 года, на основе его комиксов по Беглецам. В Апреле 2010 Года Marvel наняли Питера Соллета и через месяц Дрю Пирс подписался на то, чтобы написать новый сценарий. Разработка фильма была приостановлена в октябре, а Пирс объяснил в сентябре 2013 года, что фильм про Беглецов был отложен в пользу фильма про Мстителей, как самый ранний проект для третьей фазы КВM. В октябре 2014 года, после объявления Marvel третьей фазы без фильма Беглецы, президент Marvel Studios Кевин Файги сказал, что у проекта был «офигенный сценарий, который находится в нашем хранилище… в нашем телевидении и будущем фильме обсуждения, это всегда о ком мы говорим, потому что у нас есть солидный проект. Но мы не можем принять их всех».
Marvel Television, базирующаяся в ABC Studios, ждала подходящего шоураннера, прежде чем двигаться вперёд, с помощью телевидения, набирающего персонажей. Джош Шварц и Стефани Сэвадж, чья компания Fake Empire Productions имела общую сделку с ABC, независимо подняли имущество во время общей встречи со студией, а к августу 2016 года пара провела год, беседуя с Marvel о превращении Runaways в телесериал. В этом месяце Marvel’s Runaways был анонсирован Marvel Television, ABC Signature Studios и Fake Empire Productions, а потоковая служба Hulu заказала пилотный эпизод и скрипты на весь сезон. У Hulu, как полагали, уже есть «взгляд на зелёный свет полному сезону». Исполнительный продюсер Джеф Лоеб почувствовал, что «это было простое решение», чтобы Hulu выпустил серию над другими сетями, с которыми работает Marvel Television, потому что: "Мы были очень рады возможности присоединиться к молодой, молодой и растущей сети, когда мы отправились в Netflix, когда она была молода и выросла с оригинальной стороны. По-настоящему кажется, что мы в нужном месте в нужное время с правильным шоу ". Лоеб и Marvel Television были также впечатлены успехом Рассказа служанки от Hulu, который помог ещё больше оправдать это решение. Шварц и Сэвидж пишут пилота и выступают в качестве шоу-ролей в сериале, а также исполнительные продюсеры вместе с Лебом и Джимом Чори. В мае 2017 года Runaways получил заказ серии из 10 эпизодов от Hulu на ежегодной рекламной презентации.
Лик Ровински из Fake Empire выпускает сериал, а Воган выступает в качестве исполнительного консультанта. На этом Воган отметил, что он «немного советовал в начале процесса», но почувствовал, что серия «нашла идеальных „приёмных родителей“ в Джоше Шварце и Стефани Сэвидже ... [кто] с любовью адаптировал [комикс] в стильную драму, которая похожа на современный Лос-Анджелес». Он также похвалил актёров, экипажей и писателей, работающих над сериалом, и почувствовал, что пилот выглядел «как комик Адриана Альфоны», художник, который работал с Воэном, когда он создавал персонажей, Леб сказал, что это были Шварц и Сэвидж, которые попросили, чтобы Воган был вовлечён и сказал, что это то, что к чему «многие демонстранты не сразу стремятся». В разговорах с Воганом Marvel обнаружил, что он «действительно хотел быть вовлечённым и убедиться, что это было сделано не только должным образом, но таким образом, чтобы оно продолжалось 100 эпизодов».

### Написание
Шварц был поклонником комиксов Runaways в течение некоторого времени и представил его Сэвиджу, сказав: «Когда ты подросток, всё чувствует себя как жизнь и смерть, а ставки в этой истории — действительно такие чувства». Леб описал серию как О.С Кинематографической вселенной Marvel (КВМ), которые, по словам Шварца, означали «рассмотрение проблем подростков, как если бы они были взрослыми», а серия «чувствовала себя истинной и аутентичной для подросткового опыта даже в этом повышенном контексте». Леб отметил, что он будет заниматься современными политическими вопросами, сказав: «Сейчас время, когда речь идёт о авторитетах власти и это история, когда подростки находятся в этом возрасте, когда они видят, что их родители ошибаются и человечны. отвечает, не означает, что они здесь, чтобы делать добро». Производители отметили, что в серии также будет изучаться перспектива родителей, а пилот расскажет историю с точки зрения Беглецов и второй эпизод, показывающий ту же историю от их родителей, перспективы Прайда, с двумя историями, сходящимися в середине первого сезона.
Шварц сравнил тон Беглецов с тем из комиксов, на котором он был основан, назвав его «настолько отличным», сказав большую часть тона Ваау, используемого при написании комиксов, совпадающих с тонами, с которыми Шварц и Сэвадж любят работать. Пара была взволнована свободой, предоставленной им Hulu над обычными вещателями, с которыми они привыкли работать, например, позволяя детям поклясться в шоу, не задав длины для каждого эпизода, и возможность исследовать родителей, история; Hulu хотел «что-то, что казалось бы широким и где мы могло бы нажимать конверт в местах». Шварц описал эту серию как историю совершеннолетия и семейную драму с акцентом на персонажах, которые могут привести к длительным отрезкам сериала, не имеющим сверхспособностей, поэтому "если вы не видите титул шоу, вы бы «Я знаю, что вы были в шоу „ Marvel“ на длинных участках ... Это было наше эстетическое стартовое место, но есть эпизоды, в которых есть хорошие вещи [Marvel]».

### Кастинг
В феврале 2017 года, Marvel объявила на кастинг Беглецов Рензи Фелиза как Алекса Уайлдера, Лирику Окано как Нико Минору, Вирджинию Гарднер как Каролину Дин, Ариэлу Барер как Гертруду Йоркс, Грегга Салкина, как Чейза Стэйна, и Аллегру Акосту, как Молли Хернандез, в качестве главных ролей в сериале. Вскоре после этого, Marvel объявила кастинг на членов «Прайд» Райана Сэндса как Джеффри Уайлдера, Энджелу Паркер как Кэтрин Уайлдер, Джеймса Яегаши как Роберта Минору, Бриттани Исибаси как Тину Минору, Кевина Уайзмана как Дейла Йоркса, Бриджид Брэнно как Стэйси йоркс, Кипа Парду как Фрэнка Дина, Энни Вершинга как Лесли Дина, Джеймса Марстерса как Виктора Стэйна и Эвера Кэррадайн как Джанет Стэйн. Леб похвалил режиссёра-постановщика Патрика Раша, объяснив, что все регулярные ряды серии для Runaways были первым выбором производителей для этой роли. Большинство детей изображаются «свежими лицами», что было преднамеренным выбором

### Съёмки
Съёмки пилотной серии начались с 10 февраля 2017 года в Лос-Анджелесе под рабочим названием «Ох уж эти детки» и завершились 3 марта 2017 года. Режиссёр Бретт Морген получил свободу от Marvel и Hulu, чтобы установить внешний вид сериала и хотел создать ощущение, которое было «очень обоснованным и аутентичным». Он также хотел различить ручную, песчаную среду Беглецов и более стилистический мир Прайда. Он чувствовал, что последний может быть исследован больше в серии, продвигающейся вперёд, но не был доступен, чтобы направить больше эпизодов сезона. После завершения пилота и постановки сериала, в сериале среди актёров и членов экипажа была озабоченность, что предстоящая забастовка писателей помешает сериалу продвинуться вперёд. Однако забастовки не произошло, а съёмки в оставшуюся часть сезона начались в конце июня, снова в Лос-Анджелесе. Производство над сезоном завершилось 21 октября.
В сериале появляется Олд Лейс, генетически спроектированный Дейноних, телепатически связанный с Гертой Йоркс. Динозавр управляется с помощью марионетки, которой управляют шесть человек, в том числе один человек, прокачивающий воздух через марионетку, чтобы показать дыхание динозавра. Баер назвал марионетку «невероятной … Вы видите её эмоции. Мы не используем это».

### Музыка
В мае 2017 года Сиддхартха Хосла была нанята для сочинения музыки для сериала. Хосло сказал, что из-за его истории как автора песен, его забивающий процесс включает в себя «работу над этими песнями-историями и переплетение их в разных эпизодах». Он назвал оценку Runaways «полностью синтезированной», используя аналоговые синтезаторы 1980-х годов, в частности синтезаторы Roland Juno-60 и Oberheim Electronics. Хосла сравнивал «альтернативное чувство» своего счёта с Depeche Mode, добавляя: «Существует элемент восстания, поэтому звучно идёт что-то, что немного вне коробки, нетрадиционное, я чувствовал подходящим то, как я делаю искусство на этом шоу». Алекс Патасас является музыкальным руководителем, сделав это во всех предыдущих сериях Шварца и Дикаря.

### Связь с кинематографической вселенной Marvel
Леб подтвердил в июле 2017 года, что сериал будет иметь связь с КВМ, но что персонажи шоу не будут касаться действий Мстителей, например, говоря: «Будете ли вы следить за Железным человеком [в социальных сетях] или вы будете следуете за кем-то своим своего возраста? Тот факт, что они нашли друг друга, и они сейчас переживают эту тайну — это то, что нас беспокоит, а не то, что делает Капитан Америка». Шоураннеры считали, что связь сериала с КВМ «освободится», поскольку она позволит им установить серию во вселенной, где супергероика и фэнтези уже установлены и их не нужно объяснять аудитории. Шварц сказал, что они «очень способны рассказать историю, которую они хотят рассказать независимо от любых других рассказов Marvel, которые там есть». Леб добавил, что нет планов пересечения сетей с подобным тематическим Плащом и Кинжалом на Freeform и Новыми Воинами от Marvel, так как Marvel захотел, чтобы сериал нашёл свою основу, прежде чем соединиться с другими элементами вселенной, хотя «вы увидите вещи, которые комментируют друг друга, мы пытаемся коснуться базы, где только можем. .. вещи, которые происходят в Лос-Анджелесе, не будут точно влиять на то, что происходит в Новом Орлеане [где установлен Плащ и Кинжал] он осознаёт это и пытается найти способ [подключиться], который имеет смысл».

## Релиз
В США 21 ноября 2017 года состоялась премьера первых трёх эпизодов сериала «Беглецы» на Hulu, сериал состоит из 10 эпизодов. Сериал вышел на Showcase в Канаде, премьера которого состоялась 22 ноября Сериал Беглецы планируется завершить весь сезон- 9 января 2018 года.

### Маркетинг
Участники ролей и Шварц с Сэваджом появились Нью-Йоркском Comic Con 2017, чтобы продвинуть сериал, где был показан трейлер сериала, а также экранирование первого эпизода. Сериал презентовал свою красную дорожку в театре Regency Bruin в Вествуде, Лос-Анджелес, 16 ноября 2017 года.

## Рецензии и отзывы критиков
Веб-сайт агрегатора обзора Rotten Tomatoes опубликовал рейтинг одобрения 86 % со средним рейтингом 7,8 из 10 на основе 83 рецензий. Консенсус веб-сайта гласит: «Серьёзный, весёлый и более сбалансированный, чем его исходный материал, сериал Беглецы находит сильную опору в перенасыщенном жанре». Metacritic, которая использует средневзвешенное значение, присвоила оценку 68 из 100 на основе 26 критиков, что указывает на «в целом благоприятные отзывы».
Moviepilot пишет, что «привнесение сектантства в историю Каролины, превращает её в клише, выдохшийся троп, а её герой никогда таким не был» и «раскрытие её гомосексуальности как акта восстания против её родителей», а не «вдохновляющей истории самопознания с течением времени», как это было в комиксах. Проявление силы Каролины, сосредоточенное вокруг попытки сексуального насилия, «лишили этого [персонажа] важного и прекрасного опыта», и этот момент стал «героической аркой для Чейза, который игнорирует оригинальное намерение рассказать историю Каролины».